# كورت دريشر
كورت دريشر (بالألمانية: Kurt Drescher) (و. 1930 – م) هو فيزيائي، وأستاذ جامعي من ألمانيا .

## مناصب وهيئات
أدار جامعة دريسدن التقنية، وجامعة كيمنتس للتكنولوجيا.

## جوائز
حصل على جوائز منها:
- راية العمل [الإنجليزية]‏
- الجائزة الوطنية لجمهورية ألمانيا الديمقراطية.